# Enoplognatha selma
Enoplognatha selma là một loài nhện trong họ Theridiidae.
Loài này thuộc chi Enoplognatha. Enoplognatha selma được Ralph Vary Chamberlin & Wilton Ivie miêu tả năm 1946.